# Szkoła frankfurcka

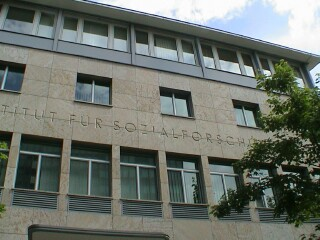
Budynek Instytutu Badań Społecznych

Szkoła frankfurcka (niem. Frankfurter Schule) – potoczna nazwa w literaturze przedmiotu filozofii i socjologii grupy pracowników Instytutu Badań Społecznych, istniejącego w latach 1923–1933 na Uniwersytecie we Frankfurcie, a od 1933 roku kolejno: przy paryskiej École normale supérieure i nowojorskim Uniwersytecie Columbia, a od 1949 ponownie we Frankfurcie nad Menem. Szkoła frankfurcka zasłynęła ze sformułowania teorii krytycznej oraz badania podstaw marksizmu. Badacze poświęcający się tym zagadnieniom skupiali się na problematyce relacji „podmiot-przedmiot” poznania i działania, a także podkreślali konieczność widzenia społeczeństwa w roli podmiotu własnych działań. Koncepcje grupy były rozwijane na łamach wydawanego w Instytucie pisma „Zeitschrift für Sozialforschung”.
Za najważniejszych przedstawicieli szkoły uważa się takich badaczy jak Max Horkheimer, Theodor Adorno, Herbert Marcuse, Walter Benjamin, Friedrich Pollock, Leo Löwenthal, Erich Fromm . Faktycznie szkoła frankfurcka przestała istnieć po śmierci Theodora Adorna (zm. 1969) i Maksa Horkheimera (zm. 1973), czasami jednak w odniesieniu do Jürgena Habermasa i innych myślicieli rozwijających teorię krytyczną mówi się o kolejnych jej pokoleniach.

## Historia
Historię szkoły frankfurckiej można podzielić na trzy okresy :
1. Okres europejski (1923–1938): w tym okresie pojawia się termin teorii krytycznej;
2. Okres amerykański (1939–1949): ten okres rozwoju szkoły frankfurckiej charakteryzuje ścisła współpraca Horkheimera i Adorno; współpraca ta zaowocowała powstaniem książki „Dialektyka oświecenia”, w której za wszelkie zło we współczesnym społeczeństwie autorzy obarczyli „ducha oświecenia”; oświecenie jest tutaj utożsamiane z procesem racjonalizacji, który doprowadził do wytworzenia społecznych mechanizmów władzy i kontroli (panoptyzm);
3. Okres zachodnioeuropejski (lata 60. XX wieku): w tym okresie najważniejszy był dorobek i wkład naukowy Adorna i Marcusego.

Za początek szkoły frankfurckiej uważa się założenie Instytutu Badań Społecznych w 1923 roku we Frankfurcie nad Menem. Instytut został sfinansowany z darowizny Felixa Weila, biznesmena zainteresowanego marksizmem.
Zadaniem instytutu było podjęcie krytycznych badań interdyscyplinarnych nad historią i teorią ruchu robotniczego, a także nad źródłami antysemityzmu. Pierwszym dyrektorem Instytutu był Carl Grünberg, profesor prawa i nauk o polityce na Uniwersytecie Wiedeńskim, zadeklarowany marksista, który wprowadził marksizm jako obowiązującą metodologię szkoły frankfurckiej. W jego rozumieniu marksizm nie był nauką dogmatyczną, nie postulował istnienia prawd wiecznych, uznawał, że wyniki badań naukowych są historycznie uwarunkowane. Grünberg był także zwolennikiem metody indukcyjnej.
Pod jego kierownictwem Instytut skupił się na empirycznych badaniach nad historią ruchu robotniczego i socjalizmu. Za znaczący wkład naukowy Grünberga uważa się utworzenie archiwum dokumentów związanych z historią ruchu robotniczego . W czasopiśmie wydawanym przez instytut dominowały artykuły historyczne, jedynie czasami ukazywały się artykuły teoretyczne np. tekst „Marksizm i Filozofia” Karla Korscha czy artykuły Georga Lukacsa, Friedricha Pollocka i Maxa Horkheimera. W tym okresie niektórzy członkowie należeli do Komunistycznej Partii Niemiec czy ruchu socjaldemokratycznego, większość badaczy nie była jednak związana z żadną partią.
W 1930 roku stanowisko dyrektora Instytutu objął Max Horkheimer, który zasadniczo zmienił kierunek jego badań. Badania w instytucie pod jego rządami w mniejszym stopniu koncentrowały się na historii ruchu robotniczego, a w większym stopniu na integracji wysiłków badawczych różnych nauk społecznych . Horkheimer przyjął za główną ideę programu współpracę nauk szczegółowych, zwłaszcza socjologii, ekonomii politycznej, historii i psychologii, pod przewodnictwem refleksji filozoficznej. Problemy i pytania badawcze miały być formułowane przez filozofię społeczną, rozumianą jako teoria społeczeństwa. Od 1931 roku Instytut wydawał pismo „Zeitschrift für Sozialforschung”, w latach 1939–1941 dostępne również w Stanach Zjednoczonych w angielskim tłumaczeniu.
W 1933 roku, po tym jak władze w Niemczech zdobyli naziści, instytut został zlikwidowany jako „instytucja wrogo nastawiona do państwa”, a jego pracownicy zwolnieni. Władze hitlerowskie były wrogo nastawione do marksizmu a większość uczonych związanych z instytutem było pochodzenia żydowskiego. Pracownicy instytutu udali się na emigrację, wyjątkiem był Karl August Wittfogel, który pozostał w Niemczech, został aresztowany i osadzony w obozie koncentracyjnym (później wyjechał do USA). Horkheimer jeszcze w 1931 roku zdecydował o otwarciu filii instytutu w Genewie w Szwajcarii, a fundusz finansujący instytut został umieszczony w banku w Holandii, dzięki temu instytut kontynuował działalność naukową w Genewie.
W 1934 roku Horkheimer nawiązał kontakt z Uniwersytetem Columbia w Nowym Jorku, co zaowocowało otwarciem nowej ekspozytury szkoły przy tym uniwersytecie, pod nazwą International Institute for Social Research. W 1934 roku do USA przenieśli się Horkheimer, Marcuse, Lowenthal, Pollock i Wittfogel. W 1938 roku pełnoprawnym członkiem instytutu w USA został Adorno .
W latach 30. i 40. najważniejszą kwestią, jaka zaprzątała badaczy w instytucie był problem rozwoju nazizmu i faszyzmu w Europie. Badania nad tą kwestią rozpoczęto jeszcze przed dojściem Hitlera do władzy - przeprowadzono badania ankietowe niemieckich robotników, których celem było ustalenie jakie jest wśród nich poparcie dla autorytaryzmu. Kolejna publikacja instytutu na ten temat to „Studia nad autorytetem i rodziną” (niem. Studien über Autorität und Familie, 1936).

## Poglądy
Celem szkoły było rozwinięcie krytycznej teorii dotyczącej społecznych sprzeczności nowoczesnego kapitalizmu.
Początkowo szkoła zajęła się krytyką oświecenia: oświeceniowe obietnice – wiara w rozwój naukowy i racjonalność, rozwinięcie idei ludzkiej wolności – przemieniły się w koszmar, w zastosowanie nauki i racjonalności do tłumienia wolności. Według Adorna „Oświecenie hamuje rozwój autonomicznych, niezależnych jednostek; prowadzi do tamowania emancypacji, dla której ludzkie istoty są o tyle dojrzałe, o ile pozwalają im na to siły produkcyjne epoki”.
Ich poglądy, choć zróżnicowane, wywodziły się z marksizmu i neoheglizmu i kształtowały się pod wpływem psychoanalizy i psychologii społecznej.
Wprowadzili i rozpowszechnili termin „przemysł kulturalny” na określenie kultury masowej, podkreślając jej postępujące zestandaryzowanie, uprzemysłowienie i uśrednienie. Podleganie kultury prawom rynkowym i jej komercjalizacja doprowadziła do obniżenia gustu, wymagań i poziomu odbiorców. Zjawisko reprodukcji technicznej upowszechniło film i fotografię, lecz zarazem doprowadziło do zaniku „aury” dzieł sztuki, czym zubożyło ich percepcję.
Krytyczne i bardzo surowe oceny przedstawicieli szkoły frankfurckiej wynikały z perspektywy jaką obrali – kultury wysokiej. Teoria krytyczna szkoły frankfurckiej stała się źródłem inspiracji dla wielu wpływowych ruchów intelektualnych i społecznych końca XX wieku. Oprócz tego w ogromnym stopniu przyczyniła się do rozwoju interdyscyplinarnych badań nad kulturą masową. Wydaje się, że jej znaczący wpływ na myśl współczesną wynika z ciągłej aktualności zjawisk, które uczynili przedmiotem swojej analizy: kultury masowej i hegemonii kapitalizmu (w szerokim rozumieniu, obejmującym nie tylko ekonomię, ale i kulturę, politykę oraz sferę stosunków społecznych). Ponadto teoretycy szkoły frankfurckiej są uznawani za „duchowych założycieli” Republiki Federalnej Niemiec ze względu na rolę, jaką po powrocie do Niemiec odegrał Horkheimer, będący organizatorem nauki, nauczycielem akademickim i rektorem frankfurckiego uniwersytetu.

## Główne dokonania szkoły frankfurckiej

### Dokonania natury teoretycznej
Wśród dokonań wyjściowych szkoły wymienić można „program badań społecznych”, zwany inaczej programem „interdyscyplinarnego materializmu” bądź też „materialistyczną teorią społeczeństwa”. Program ów sformułowany został w początkach istnienia Instytutu Badań Społecznych przez Maxa Horkheimera.
Instytut Badań Społecznych skupiał swe zainteresowania na ruchu robotniczym i dziejach socjalizmu. Ważnym przedmiotem analizy było wyjaśnienie, dlaczego nie doszło do rewolucji w tej grupie społecznej. Historycznie rzecz biorąc, szkoła frankfurcka została skonfrontowana z sytuacją, w której erozji rewolucyjnej siły klasy robotniczej towarzyszyły narodziny faszyzmu. Historyczny i polityczny kontekst prac szkoły prowadził zatem do zainteresowań upadkiem socjalizmu i radykalizmu klasy robotniczej, którego rodzajem stała się możliwość scentralizowanej kontroli ze strony rozrastającej się „totalitarnej” władzy nowoczesnego państwa kapitalistycznego.
„Program badań społecznych” został zastąpiony w drugiej połowie lat 30. wyrastającą z niego „krytyczną teorią społeczeństwa”, która w założeniu miała „przezwyciężać podział na teorię i praktykę, na refleksję filozoficzną i badania społeczne”.

### Dokonania instytucjonalne
Dokonania instytucjonalne spełniły istotną rolę w procesie kształtowania się szkoły frankfurckiej. Do najważniejszych z nich należało utworzenie Instytutu Badań Społecznych i czasopisma „Zeitschrift für Sozialforschung”. Powojenna restytucja Instytutu umożliwiła zaś szkole frankfurckiej stanie się „formacją intelektualnie ugruntowującą RFN”. Zdaniem Horkheimera, istotnym postulatem było połączenie „tradycji niemieckiej socjologii zorientowanej bardziej teoretycznie” z nowoczesnymi metodami prowadzenia badań empirycznych, rozwijanymi w Stanach Zjednoczonych.
Instytucjonalną pozycję szkoły ugruntowało utworzenie w ramach IBS serii wydawniczej „Frankfurter Studien zur Soziologie”, jej szeroka obecność na płaszczyźnie akademickiej i naukowej, a także pewne programy, wśród których można wyróżnić program wysyłania politologów oraz pedagogów na staże do Stanów Zjednoczonych. Szczególnie ważna okazała się stała współpraca z wydawnictwem Suhrkamp, nastawionym na publikowanie prac filozoficzno-socjologicznych w formie kieszonkowej, dzięki czemu trafiały do dużego grona odbiorców .

### Badania empiryczne
Instytut głównie skupiał się na badaniach empirycznych. Pierwszym zrealizowanym projektem było badanie świadomości politycznej społeczeństwa zachodnioniemieckiego. Stosując psychoanalityczną metodę dyskusji okazało się, że Niemcy są nacjonalistami i mają skłonności faszystowskie. Wynik badań był szokiem, gdyż zostały one wykonane w latach 1950–1956, czyli po zakończeniu II wojny światowej. Kolejne badania dotyczyły czynników mających wpływ na atmosferę w miejscu pracy. Ważnym przedmiotem badań była świadomość polityczna studentów. Program ten nazywał się „Student und Politik” i starano się dotrzeć do głębokiego podłoża psychologicznych postaw politycznych .

### Krytyczny intelektualista
Zdaniem Horkheimera, integralną częścią postawy socjologa powinna być umiejętność zachowania krytycznego dystansu do rzeczywistości – zarówno wobec rzeczywistości społecznej, jak i innych badaczy, teoretyków oraz orientacji teoretycznych. Dążąc do zmiany panujących pojęć filozofii i socjologii, przedstawiciele szkoły frankfurckiej zainicjowali szereg sporów, w których brali również udział: dotyczyły one metodologii badań społecznych czy pozytywizmu w socjologii niemieckiej, ale też szkolnictwa, modelu edukacji czy kształtu uniwersytetu. Największe znaczenie dla kształtowania świadomości społecznej miał tzw. Historikerstreik, gdzie Habermas sprzeciwił się próbom relatywizacji Holokaustu i umniejszania „niemieckiej winy”.

## Przedstawiciele szkoły frankfurckiej
- Theodor Adorno
- Max Horkheimer
- Walter Benjamin
- Herbert Marcuse
- Leo Löwenthal
- Franz Leopold Neumann
- Friedrich Pollock
- Erich Fromm
- Jürgen Habermas
- Alfred Schmidt
- Henryk Grossmann[27]

## Wybrane artykuły przedstawicieli szkoły frankfurckiej
Wśród najistotniejszych artykułów przedstawicieli szkoły frankfurckiej można wyszczególnić następujące pozycje :
M. Horkheimer
- Materializm i metafizyka (1933);
- Materializm i moralność (1933);
- Przyczynek do sporu o racjonalizm we współczesnej filozofii (1934);
- Przyczynek do problemu prawdy (1935);
- Egoizm i ruch wolnościowy. Przyczynek do antropologii epoki mieszczańskiej (1936);
- Teoria tradycyjna a teoria krytyczna (1937);
- Filozofia a teoria krytyczna (wraz z H. Marcuse; 1937);
- Żydzi i Europa (1939);
- Społeczna funkcja filozofii (1939);
- Sztuka i kultura masowa (1941);
- Kres rozumu (1941).

F. Pollock
- Uwagi o kryzysie gospodarczym (1933);
- Kapitalizm państwowy. Jego możliwości i granice (1941);
- Czy narodowy socjalizm jest nowym porządkiem? (1941).

T. W. Adorno
- O społecznej sytuacji muzyki (1932);
- Spengler dziś (1941).

H. Marcuse
- Walka z liberalizmem w totalitarnej koncepcji państwa (1934);
- O pojęciu istoty (1936);
- O pewnych społecznych implikacjach współczesnej techniki (1941).

E. Fromm
- O metodzie i zadaniach analitycznej psychologii społecznej (1932);
- Społeczne uwarunkowanie psychoterapii analitycznej (1935);
- O poczuciu bezsiły (1937).

L. Löwenthal
- O społecznej sytuacji literatury (1932);
- Interpretacja Dostojewskiego w Niemczech przedwojennych (1934);
- Jednostka w indywidualistycznym społeczeństwie. Uwagi o Ibsenie (1936);
- Knut Hamsun. Przyczynek do prehistorii ideologii autorytarnej (1937).